# Pseudochirops albertisii
Pseudochirops albertisii is een zoogdier uit de familie van de kleine koeskoezen (Pseudocheiridae). De wetenschappelijke naam van de soort werd voor het eerst geldig gepubliceerd door Wilhelm Peters in 1874.

## Voorkomen
De soort komt voor op Nieuw-Guinea.